# Второе послание Иоанна
Второе послание Иоанна, полное название «Второе соборное послание святого апостола Иоанна Богослова» (др.-греч. Β΄ Ἐπιστολὴ Ἰωάννου, лат. Epistula II Ioannis) — книга Нового Завета. Самая короткая книга Библии.

## История
Большинство библеистов полагают, что все три послания от Иоанна принадлежат одному человеку, автору четвёртого Евангелия, который традиционно отождествляется с апостолом Иоанном Богословом.
Во Втором и Третьем посланиях автор называет себя «старцем». Написаны они, скорее всего, в 90-х годах I века. Несмотря на краткость Второго послания, очевидно, что оно повторяет в сжатой форме содержание Первого послания Иоанна — речь там идёт о необходимости братской любви между христианами и содержится предупреждение против лжеучений.
Из ранних Отцов Церкви цитаты из послания встречаются у Иринея Лионского и в «каноне Муратори», что свидетельствует о том, что уже в конце II века послание было включено в канон Нового Завета.

## Основные темы
Второе послание Иоанна — самая короткая книга Нового Завета, она содержит всего 13 стихов в единственной главе.
В краткой форме в нём затрагиваются те же темы, что и в Первом послании Иоанна — христианская любовь и проповедь лжеучений.
Обращено послание к «возлюбленной госпоже», а заканчивается приветствием от «детей сестры твоей избранной». Эти слова могут быть поняты и в буквальном смысле, однако большинство комментаторов[каких?] полагает, что под госпожой и её сестрой тут понимаются христианские общины, а их детьми названы члены этих общин.
- Приветствие (1:1—3)
- Заповедь любви (1:4—6)
- Ложные проповедники (1:7—11)
- Заключение (1:12, 13)